# Christofer Fjellner
Gustav Christofer Ingemar Fjellner (* 13. Dezember 1976 in Västerås) ist ein schwedischer Politiker der Moderata samlingspartiet (2011).

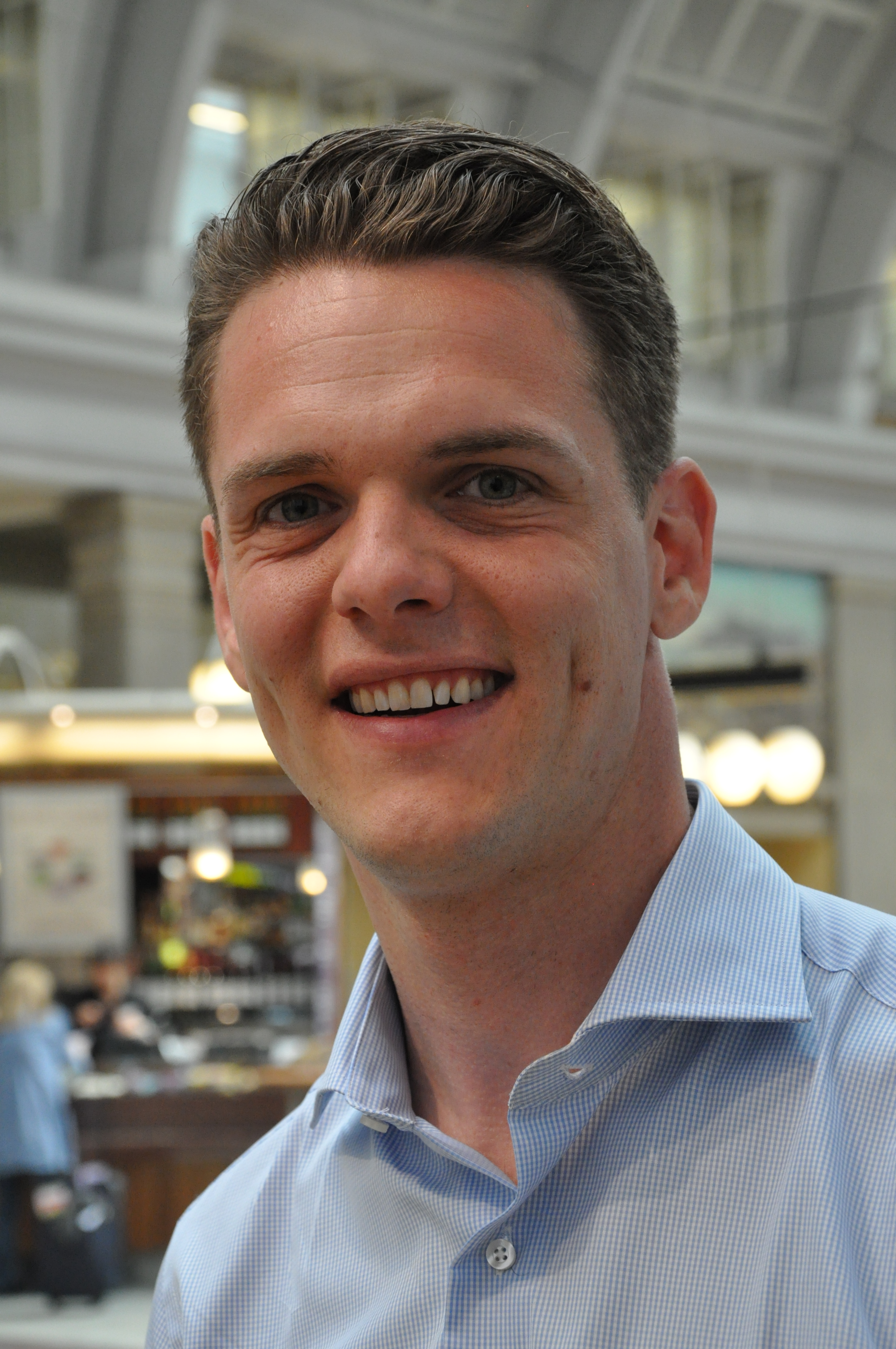
Christofer Fjellner

## Leben
Fjellner studierte Politikwissenschaften und Volkswirtschaft an den Universitäten Uppsala und Lund. Er arbeitete als wissenschaftlicher Mitarbeiter bei einer Denkfabrik für die freie Marktwirtschaft und als Informationsbeauftragter des Schwedischen Arbeitgeberverbandes. Er verfasste Leitartikel für das Svenska Dagbladet und war Berater eines PR-Unternehmens. Ferner war er Mitbegründer und stellvertretender Vorsitzender eines Betriebs für Unternehmensintelligenz.
Fjellner war von 2002 bis 2004 Vorsitzender der Nordisk Ungkonservativ Union und des Moderata Ungdomsförbundet, der Unterabteilung für junge Mitglieder der Moderata samlingspartiet. Seit 2000 gehört er dem Parteivorstand an. Von 1998 bis 2002 saß er sowohl im Gemeinderat von Enköping als auch im Parlament der Provinz Uppsala. Seit 2004 gehört er dem Europäischen Parlament an.
Als EU-Parlamentarier ist Fjellner Mitglied im Ausschuss für internationalen Handel, in der Delegation für die Beziehungen zu Belarus und der Delegation in der Parlamentarischen Versammlung EURO-NEST.
Als Stellvertreter ist er im Haushaltskontrollausschuss, im Ausschuss für Umweltfragen, öffentliche Gesundheit und Lebensmittelsicherheit sowie in der Delegation im Parlamentarischen Ausschuss Cariforum-EU und in der Delegation für die Beziehungen zu Iran.